# Adamo del Petit-Pont
Adamo, detto del Petit-Pont o di Balsham (Balsham, 1130 circa – 1181), è stato un vescovo cattolico e filosofo inglese.

## Biografia
Nato vicino a Cambridge, insegnò il trivio a Parigi in una scuola situata presso il ponte sulla Senna e per questo chiamato du Petit-Pont (Parvipontanus); dal 1175 fu vescovo di Saint Asaph.
Fu tra i primi a commentare il Liber sententiarum di Pietro Lombardo, e nel Concilio Lateranense III del 1179 si oppose alla condanna di alcune sue proposizioni.

## Genealogia episcopale
La genealogia episcopale è:
- Papa Lucio III
- Papa Alessandro III
- Arcivescovo Richard of Dover
- Vescovo Adam the Welshman

### Opere
- Lorenzo Minio-Paluello (ed.), Twelfth Century Logic: Texts and Studies. Vol. I:Adam Balsamiensis Parvipontani. Ars disserendi (Dialectica Alexandri), Rome: Edizioni di Storia e Letteratura, 1956.

### Studi
- Peter Dronke (ed.), A History of Twelfth-Century Western Philosophy, Cambridge: Cambridge University Press, 1988.
- Gabriel Nuchelmans, Theories of the Proposition: Ancient and Medieval Conceptions of the Bearers of Truth and Falsity, Amsterdam: North-Holland, 1973.